# Esclavitud mexica
La esclavitud mexica era un beneficio obtenido por los más altos en cuanto a jerarquía, los esclavos se consideraban la clase más baja puesto que carecían de libertad; sin embargo una ventaja era que los esclavos podían a su vez tener esclavos.

## Descripción
Estos esclavos eran muy diferentes a los que surgieron tras la colonización europea de América, pero si tenían bastante en común con los esclavos de la Antigua Grecia  y Antigua Roma. En primer lugar la esclavitud era personal, esto es no hereditaria, los hijos de los esclavos eran considerados libres. Un esclavo podía tener posesiones e incluso ser propietario de otros esclavos. Podían comprar su libertad u obtenerla si demostraban haber sido maltratados o si habían tenido hijos o se habían casado con sus amos.

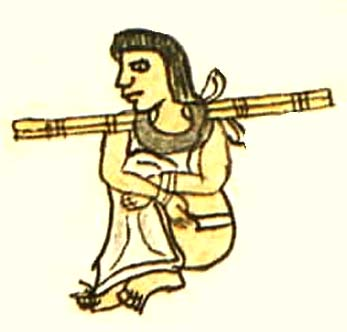
Collar de madera

Habitualmente, tras la muerte del amo los esclavos que le habían prestado un servicio destacado eran liberados mientras que el resto era transferido como parte de la herencia. Otro método que un esclavo tenía para obtener su libertad era que consiguiera escapar en un tianguis (de tianquiztli ‘mercado’): salir del mercado y pisar un excremento humano; en ese caso podría volver y presentar su caso ante los jueces que le otorgarían la libertad. Se le lavaría y vestiría con nuevas ropas, que no pertenecieran a su antiguo amo y se le declararía libre. Si una persona que no fuera el dueño o pariente de este intentaba detener la fuga de un esclavo, podía ser a su vez declarada esclava; la gente normalmente no actuaba ante las fugas de esclavos.
Los esclavos aztecas tampoco podían ser vendidos sin su consentimiento salvo que la autoridad los declarara incorregibles (siendo causales la pereza reiterada, varios intentos de fuga o mal comportamiento en general). Los esclavos incorregibles debían llevar un collar de madera colgado con anillas en la espalda. Este collar no era simplemente un símbolo, estaba diseñado para hacer más difícil la huida del esclavo entre las multitudes o por espacios estrechos. Al comprador de un esclavo con este collar se le debía informar cuantas veces había sido vendido; un esclavo incorregible que hubiera sido vendido más de cuatro veces podía ser comercializado para su sacrificio a cambio de un precio más alto. Sin embargo, si un esclavo con collar lograba presentarlo o presentarse a sí mismo en el palacio real o en un templo, este podría recuperar la libertad.
Un mexica podía ser convertido en esclavo como pena por un delito. Un asesino condenado a muerte podía solicitar a la esposa de la víctima convertirse en su esclavo. También el padre podía vender a su hijo si este era declarado incorregible por la autoridad. Quienes no pagaban sus deudas podían convertirse también en esclavos. En los pueblos vecinos sometidos al imperio azteca, también reclutaban esclavos  capturados en batalla o cedidos a modo de tributo para las construcciones o para la siembra, la pesca, los traslados, como guerreros para los campamentos de control en todo el imperio para el cuidado de los territorios y más.
Además cualquiera podía venderse a sí mismo como esclavo, de esta forma el esclavo debía trabajar para su amo hasta pagar su precio, lo que suponía normalmente un año de trabajo. Este solía ser el destino de los jugadores y las ahuini (‘prostitutas o cortesanas’) ancianas.
Toribio de Benavente afirmó que también las futuras víctimas de sacrificios eran tratadas como esclavos, pero no está claro como se impedía que huyeran.